# Еколс (округ, Джорджія)
Шаблон:StateAbbr_ 30°43′ пн. ш. 82°54′ зх. д. / 30.72° пн. ш. 82.9° зх. д.
Округ Еколс (англ. Echols County) — округ (графство) у штаті Джорджія, США. Ідентифікатор округу 13101.

## Історія
Округ утворений 1858 року.

## Демографія
За даними перепису
2000 року
загальне населення округу становило 3754 осіб, усе сільське.
Серед мешканців округу чоловіків було 2017, а жінок — 1737. В окрузі було 1264 домогосподарства, 937 родин, які мешкали в 1482 будинках.
Середній розмір родини становив 3,26.
Віковий розподіл населення поданий у таблиці:
| Стать    | До 15 років | 15-21 | 22-29 | 30-39 | 40-49 | 50-65 | 65-85 | Понад 85 |
| -------- | ----------- | ----- | ----- | ----- | ----- | ----- | ----- | -------- |
| Чоловіки | 480         | 273   | 328   | 324   | 242   | 214   | 145   | 11       |
| Жінки    | 401         | 209   | 199   | 273   | 227   | 244   | 166   | 18       |

## Суміжні округи
- Ланьєр — північ
- Клінч - північний схід
- Колумбія, Флорида — південний схід
- Гамільтон, Флорида — південь
- Лоундс — захід

## Виноски
1. ↑  U.S. Decennial Census. United States Census Bureau. Архів оригіналу за 26 квітня 2015. Процитовано 22 червня 2014.
2. ↑  Historical Census Browser. University of Virginia Library. Архів оригіналу за 11 серпня 2012. Процитовано 22 червня 2014.
3. ↑  Population of Counties by Decennial Census: 1900 to 1990. United States Census Bureau. Архів оригіналу за 2 лютого 2019. Процитовано 22 червня 2014.
4. ↑  Census 2000 PHC-T-4. Ranking Tables for Counties: 1990 and 2000 (PDF). United States Census Bureau. Архів оригіналу (PDF) за 18 грудня 2014. Процитовано 22 червня 2014.
5. ↑  State & County QuickFacts. United States Census Bureau. Архів оригіналу за 7 червня 2011. Процитовано 22 червня 2014.(англ.) Наведено за англійською вікіпедією.
6. ↑  American FactFinder. Бюро перепису населення США. Архів оригіналу за 21 травня 2008. Процитовано 31 січня 2008.

| США | Це незавершена стаття з географії США. Ви можете допомогти проєкту, виправивши або дописавши її. |